# Addaea striola
Addaea striola is een vlinder uit de familie van de venstervlekjes (Thyrididae). De wetenschappelijke naam van de soort werd voor het eerst geldig gepubliceerd in 1875 door Felder, Felder & Rogenhofer.